# Pouteria buenaventurensis
Pouteria buenaventurensis là một loài thực vật thuộc họ Sapotaceae. Loài này có ở Colombia và Panama.